# 追良瀬川
追良瀬川（おいらせがわ）は、青森県西津軽郡深浦町を流れ日本海に注ぐ二級河川。追良瀬川水系の本流である。流路延長33.7kmのうち二級河川に指定されている区間は27.9kmである。
白神山地を代表する川の一つで、源流域は世界遺産に登録されている核心地域にあり、山間部に狭い谷をつくって流れている。津軽地方の西海岸に注ぐ代表河川のひとつでもある。イワナやアユの豊富な川として知られているが、近年は自然保護のため川のほとんどの部分で禁漁となっている。

## 地理
青森県西津軽郡深浦町南東部の秋田県との境界付近に源を発する。世界遺産に登録されている白神山地を北に流れ、深浦町中心部より少し北に位置するJR五能線の追良瀬駅付近で日本海に注ぐ。
白神山地の中心を流れる河川として有名で、遺産地区近くに追良瀬川堰堤がある。追良瀬川堰堤は、赤石川にある赤石ダムからの水を取り入れて、さらにこの水を笹内川にある笹内川堰堤に流し、最終的に十二湖の濁池まで流して発電を行っている。小さく蛇行しながら流れ、ところどころに崖もみられるなど深い渓谷とV字谷が続く。深い森の中を流れ、川原は河口部分にしか見られない。にもかかわらず標高差はあまりない。V字谷を裂く規模の大きな沢が多く、その名称の多くはアイヌ語に由来する。河口部分は海成段丘や海食崖が見られ、その周辺の砂浜海岸や岩礁とともに津軽国定公園に指定されている。
流域の住所は、深浦町大字追良瀬に属する。流域は国有林の保全地域となっており、追良瀬山を東西南北の地域に分けて管理している。国有林は住所の10分の9を占める。

## 流路と支流
追良瀬川は白神山地の奥地から北流してくる。この一帯は古来マタギの土地とされ、支流にはマタギの言葉由来とされる名称がつけられている。
河口付近と一部を除き、川は深く狭いV字谷を流れている。川原もほとんどないため、川に沿った道もあまりない。一方、川の勾配そのものは小さく、白神岳の登頂や白神山地を越えるルートとして追良瀬川の沢を遡るコースが選ばれることがあり、小さな沢にもさまざまな言及がある。

### 源流
追良瀬川の源流は青森県と秋田県の県境になっている稜線付近にある。稜線一帯はチシマザサが生い茂って地形の判別に難しく、営林署の職員が数日間さまよったこともあると伝えられている。このあたりでもっとも源流に近いとみなされているのが真瀬岳の北西麓にある「白滝沢」と「黒滝沢」で、それぞれ上流に「白滝」「黒滝」という滝がある。このうち「白滝」は「日暮しの滝」とも呼ばれ、130mあまりの岩肌を流れ落ちる白神山地でも最大の滝である。
黒滝沢と白滝沢が合流した後の渓流は「ツツミ沢」と呼ばれている。ツツミ沢は1700mほど流れたあと、右岸から流れてくる「サカサノ沢（逆川）」と合流する。この合流点から下流が「追良瀬川」本流とみなされている。サカサノ沢は源流域のなかでは緩やかな川で、真瀬岳の西斜面を下ってくる。流れが緩やかで砂地が多いため、イワナの産卵地になっている。

### 上流
ウズライシの沢
サカサノ沢の合流後、追良瀬川本流を1kmほど下ると、左岸から「ウズライシの沢（ウズラ石沢）」が合流してくる。ウズライシの沢は白神岳南東斜面の山頂直下から標高差750mを下ってくる急流である。沢筋がまっすぐ山頂に向かうことから、追良瀬川を遡って白神岳登頂を目指す際のルートになっており、道なき山奥の沢としては例外的に人の出入りが多くみられる。
ホノ沢
ウズライシの沢の合流点の下流では、右岸から「ホノ沢」が合流する。「ホノ」というのはマタギの言葉でカモシカの幼獣を意味し、このあたりにカモシカが8頭いたことから沢の名があるという。ホノ沢の上流へ遡ると、東を流れる赤石川の支流の沢筋へ抜ける峠があり、かつてはマタギが通る山道だったとされる。
三の沢、二の沢、一の沢
ホノ沢の下流では、向白神岳(1243m)や太夫峰(1164m)の東斜面を下ってきたいくつかの沢が左岸から合流する。「シワラの沢（三の沢）」、「中の沢（二の沢）」、「岳の沢（一の沢）」がこれにあたる。このうち特に二の沢や一の沢は白神山地の中では例外的に急峻な渓相を有しており、登攀するには岩登りのようになる。一の沢を遡ると二俣に分かれており、左の沢の先には大きな滝（一の沢大滝）がある。追良瀬川はこれらの沢を合わせながら向白神岳や天狗岳(958m)の間を蛇行している。
五郎三郎の沢
「五郎三郎の沢」は、真瀬岳から北に伸びる稜線から流れ出る沢である。斜面は急で40度を超え、滝が多く険しい。その一帯には、本来の縄張りを越えて秋田県側から密かに侵入してくるマタギの隠れ家があったといい、こうした「隠れマタギ」が見つかると腕を切り落とされるなどの「罰」が与えられたという。
五郎三郎の沢が追良瀬川本流に合流する地点には20mほどの高さの滝がある。このため本来これより上流には魚は住めないが、マタギが下流から持ち込んだとされるイワナが滝よりも上流で繁殖している。

### 追良瀬川堰堤
川の両岸にはしばしば崖が切り立っており、小さく蛇行しながら流れる。しばらく行くと河口から22kmの地点に追良瀬川堰堤がある。堰堤は高さ12.2m、全長38.5mで、1956（昭和31）年から供用されている。
追良瀬川堰堤は標高288mにあり、山を越える水路トンネルによって周辺の河川と接続されている。この水路は、東を流れる赤石川にある赤石ダムから、追良瀬堰堤を経て、西を流れる笹内川上流の笹内堰堤に接続されている。笹内堰堤からは、大峰岳(1020m)の北を穿って、西の十二湖の濁池まで水路トンネルが築かれており、東北電力の大池第一発電所、第二発電所、さらに大池から日本海に面した松神に送られ、松神発電所で利用されている。

### 中流
追良瀬川堰堤の付近では左岸から「マツタノ沢」、右岸から「栃木沢」が合流する。この付近では川原がわずかに開けており、追良瀬堰堤までの道が川に沿って走っている。
左岸の小箱峰(926m)から下ってくる「マスノキ沢」が合流するあたりに追良瀬大橋があり、東の天狗峠を越えて下ってきた県道28号（通称・白神ライン）が通っている。追良瀬大橋から下流では再び谷が狭まって川原がほとんどなくなり、しばらく道もない。中流には何ヶ所か砂防ダムが設けられているが、魚道がなかったため改良が進められている。
なお栃木沢合流地点から下流側は県の保全地域に指定されており、河川環境の保護が行われている。

### 下流
流路は須立山の麓で西向きに転じ、谷底にわずか平地が開けると、河口以外では唯一となる松原地区の集落がある。集落に近い右岸に50mほどの高さの岩山がせり出しており、その麓の洞穴に「見入山観音堂」（津軽三十三観音の9番札所）がある。江戸中期の『津軽一統志』は1344（康永3）年の創建と伝えているが、江戸後期の史料では9世紀に円珍が創建したとするものがあり、実際の創建時期は不詳である。ここに祀られている観音が「アブラコ」という魚を釣ったとされるのが、中流にある「油子沢」という支流である。
河口付近は両岸に海岸段丘が形成されており、右岸を「風合瀬段丘」、左岸を「深浦段丘」と呼ぶ。
風合瀬段丘の先端部は塩見崎海岸と呼ばれる海食崖になっており、中新世由来の珪化木を産する。これは「田野沢層」と呼ばれる凝灰質砂岩にみられ、ミオジプシナ、ウニなどの化石を多く含んでいる。
これに対し、深浦段丘の海浜部は広戸海岸と呼ばれる砂浜である。

## 自然環境

### 植生
追良瀬川の上流域は世界遺産白神山地の核心地域になっている。白神山地の典型地形として、地すべり地形が多く、これにより形成された斜面にブナの原生林が形成されている。
中流からはツガルフジやイブキジャコウソウの群落が散在するほか、谷沿いのわずかな平地にジュウモンジシダやサワグルミの群落がある。このほか流域ではミズナラ、イタヤカエデ、ヒバが林を形成している。

### 動物
ブナの原生林は豊かな動物相をもっている。全域でニホンツキノワグマやニホンカモシカがみられるほか、上流から中流にかけてはヤマネ、クマゲラ、イヌワシがみられる。また、希少種としてシノリガモ、キセキレイ、カワガラスがいる。下流ではホンドザルの生息地になっているほか、河口付近はカモメ類やサギ類の分布地になっている。
水棲動物としては、上流にトウホクサンショウウオ、中流にエゾイワナ、ヤマメ、ウキゴリ、カジカ、カジカガエル、ワタリガニ、下流にサケ、アユ、ヨシノボリ、ミミズハゼ、ウグイがいる。前述のように本来イワナが分布できないはずの滝より上流でもイワナが繁殖しており、これらはかつてマタギが移植したものだとされ、「隠しイワナ」と呼ばれている。
追良瀬川はイワナのほか、サケ、マス、サクラマス、アユが豊富な川として知られている。しかし木材の伐採による水量の低下、砂防ダムの建設などにより、かつてに較べて数が激減した。地元の漁協が1907（明治40）年以来サケやマスの稚魚の放流が行われており、これは青森県内では最も古いものである。特に支流のオサナメ沢では人口産卵床の整備が行われている。夏場のアユ釣りを除いて川の多くの区域は禁漁区になっている。